# Буги-Вуги на Бродвее
Буги-Вуги на Бродвее (англ. Broadway Boogie Woogie) — картина голландского художника Пита Мондриана, одного из основоположников  абстрактной живописи, написанная в 1942—1943 годах.

## Описание
Картина была закончена в 1943 году, вскоре после переезда художника в Нью-Йорк в 1940 году. В отличие от его предыдущих работ, картина содержит намного большее количество квадратов. Несмотря на то, что художник — абстракционист, в этой картине воплощён, частично, реальный мир: схема улиц Манхеттена и ритм музыки Буги вуги с Бродвея.

## История владения
Картина была куплена за 800 долларов бразильским скульптором Марией Мартинс для Valentine Gallery в Нью-Йорке. Позже Мартинс подарила её  Нью-Йоркскому музею современного искусства.